# Rock'n'Rolling Stones
Rock 'n' Rolling Stones es el octavo álbum recopilatorio de la banda británica The Rolling Stones, lanzado en 1972. Trepó al puesto nº41 en listas británicas. El álbum incluye cinco versiones de Chuck Berry y canciones relacionadas con Berry, tales como "Route 66" y "Down the Road Apiece".

## Lista de canciones
Lado uno
1. "Route 66" (Bobby Troup)
2. "The Under Assistant West Coast Promotion Man" (Nanker Phelge)
3. "Come On" (Chuck Berry)
4. "Talkin' About You" (Chuck Berry)
5. "Bye Bye Johnny" (Chuck Berry)
6. "Down the Road Apiece" (Don Raye)

Lado dos
1. "I Just Want to Make Love to You" (Willie Dixon)
2. "Everybody Needs Somebody to Love" (Bert Russel, Solomon Burke, Jerry Wexler)
3. "Oh Baby (We Got a Good Thing Goin')" (Barbara Lynn)
4. "19th Nervous Breakdown" (Mick Jagger, Keith Richards)
5. "Little Queenie" [En vivo] (Chuck Berry)
6. "Carol" [En vivo] (Chuck Berry)